# 文化自然遺産文書センター
文化自然遺産文書センター（Center For Documentation of Cultural and Natural Heritage、CULTNAT）は、新アレクサンドリア図書館に所属する文化センターであり、通信情報技術省によって支援される。CULTNATは、多くの国内・国際プログラムに関係している。